# Petre Melikichvili
Petre Melikichvili (en géorgien : პეტრე მელიქიშვილი ; né en 1850 et mort en 1927) est un chimiste géorgien. Il est l'un des cofondateurs de l'Université d'État de Tbilissi (UET) et son premier recteur.

## Biographie
En 1868, il reçoit son diplôme au Premier Gymnase de Tiflis, avant de terminer son éducation en 1872 au département des Sciences naturelles. En 1873, il voyage à l'étranger, où il s'informe sur les travaux de L. Mayer et Vilicenuce. En 1876, il commence à travailler au laboratoire de chimie de l'Université de Novorossia. En 1881, il devient Pedant de chimie et en 1885, il reçoit le titre de Docteur en chimie. En 1884, il devient professeur et enseigne entre 1885 et 1917 à l'Université de Novorossia.

## Travaux
Ses travaux sur la chimie organique ont contribué au développement de la Théorie stéréochimique. Melikichvili découvre l'une des classes de composés organiques, qu'il nomme Glycidacides. Le second cycle de ses travaux concernent la chimie inorganique. Melikichvili et son disciple I. Pizarjevski synthétisent entre 1897 et 1913 les superacides de plusieurs éléments (uranium, niobium, tantale, tungstène, molybdène, bore, titane, vanadium). Ils ont également supposé que parmi les nombreuses formules proposées pour le peroxyde d'hydrogène, la seule correcte est H-O-O-H.

## A l'Université de Tbilissi
Melikichvili a un grand rôle dans la création de la Terminologie chimique géorgienne. Il est le fondateur de quatre laboratoires de chimie et des départements de Chimie inorganique, organique et agronomique à l'UET.

## Source
- (en) Cet article est partiellement ou en totalité issu de l’article de Wikipédia en anglais intitulé « Petre Melikishvili » (voir la liste des auteurs).